# Elvin Mürsəliyev
Elvin Mürsəliyev (Baku, 17 agosto 1988) è un lottatore azero, specializzato nella lotta greco-romana.

## Biografia

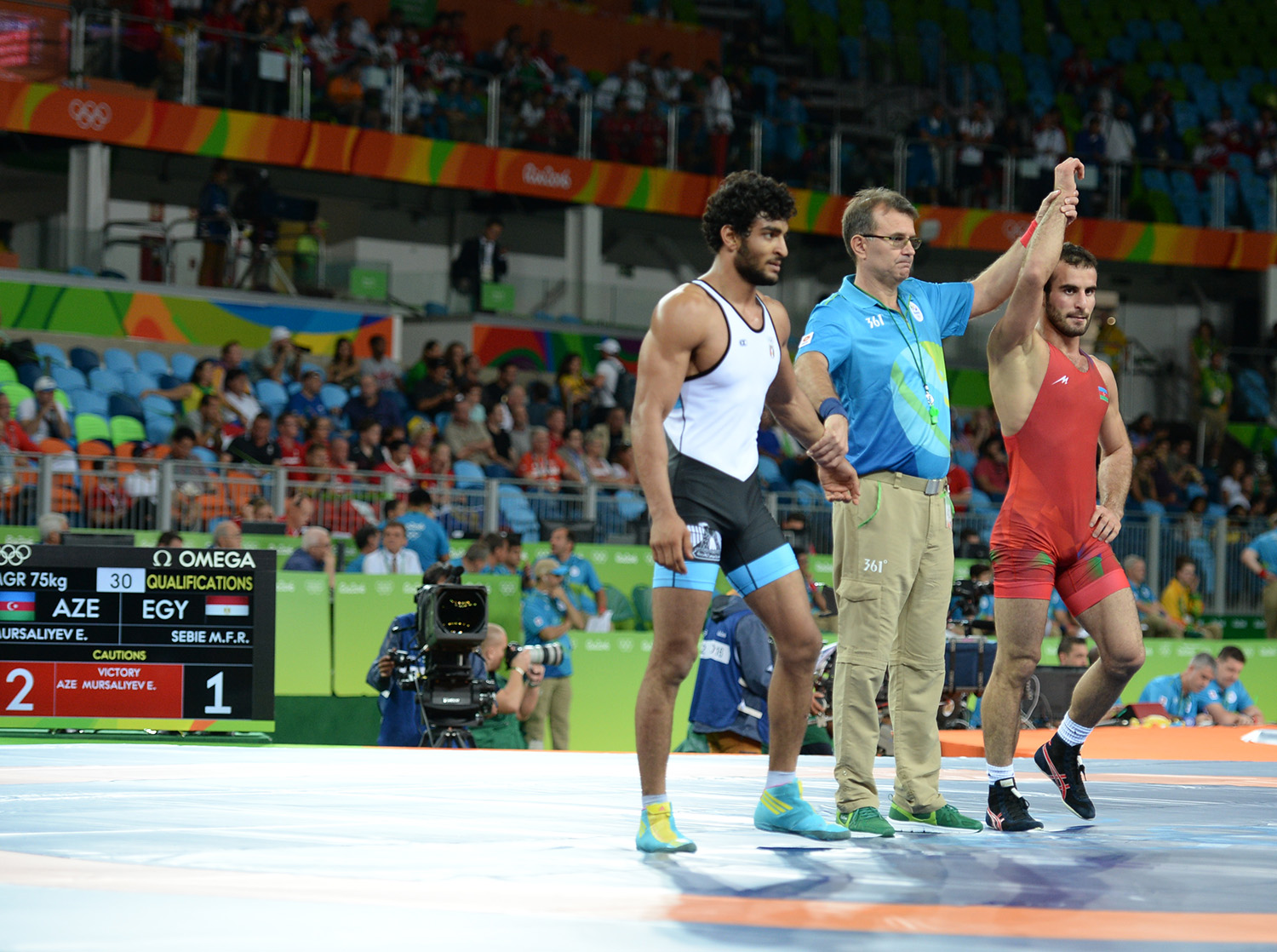
Elvin Mürsəliyev e Mahmoud Fawzy ai Giochi olimpici estivi di

Ha rappresentato l'Azerbaigian ai Giochi olimpici estivi di Rio de Janeiro 2016, dove nel torneo dei 75 kg ha superato l'egiziano Mahmoud Fawzy e il kazako Doszhan Kartikov al primo e secondo turno ed è stato eliminato dall'ungherese Péter Bácsi ai quarti.

## Palmarès
| Anno | Manifestazione                    | Sede           | Evento | Risultato | Note |
| ---- | --------------------------------- | -------------- | ------ | --------- | ---- |
| 2005 | Europei cadetti                   | Tirana         | 69 kg  | Bronzo    |      |
| 2006 | Europei                           | Mosca          | 74 kg  | 15º       |      |
| 2006 | Europei junior                    | Szombathely    | 74 kg  | 13º       |      |
| 2007 | Europei junior                    | Belgrado       | 74 kg  | 7º        |      |
| 2007 | Mondiali junior                   | Pechino        | 74 kg  | Argento   |      |
| 2007 | Mondiali                          | Baku           | 84 kg  | 45º       |      |
| 2008 | Mondiali junior                   | Istanbul       | 74 kg  | Oro       |      |
| 2009 | Europei                           | Vilnius        | 74 kg  | 7º        |      |
| 2010 | Europei                           | Baku           | 74 kg  | Argento   |      |
| 2012 | Europei                           | Belgrado       | 74 kg  | 10º       |      |
| 2013 | Universiade                       | Kazan'         | 74 kg  | 5º        |      |
| 2014 | Europei                           | Vantaa         | 75 kg  | Bronzo    |      |
| 2014 | Mondiali                          | Tashkent       | 75 kg  | Bronzo    |      |
| 2015 | Giochi europei                    | Baku           | 75 kg  | Oro       |      |
| 2015 | Mondiali                          | Las Vegas      | 75 kg  | 5º        |      |
| 2016 | Europei                           | Riga           | 75 kg  | 5º        |      |
| 2016 | Giochi olimpici                   | Rio de Janeiro | 75 kg  | 7º        |      |
| 2017 | Giochi della solidarietà islamica | Baku           | 75 kg  | Oro       |      |
| 2017 | Mondiali                          | Parigi         | 80 kg  | Bronzo    |      |
| 2018 | Europei                           | Kaspijsk       | 77 kg  | Bronzo    |      |
| 2018 | Mondiali                          | Budapest       | 77 kg  | 8º        |      |
| 2019 | Europei                           | Bucarest       | 77 kg  | 23º       |      |
| 2019 | Mondiali                          | Nur-Sultan     | 77 kg  | 16º       |      |